# Egyptská arabština
Egyptská arabština (مصرى, masrí) je hovorový dialekt (nebo skupina dialektů) arabštiny, který se vyvinul na území Egypta. Ve svých počátcích byl ovlivněn koptštinou. Od spisovné arabštiny se liší ve fonologii, slovní zásobě, morfologii i syntaxi. Příkladem fonologického rysu je realizace hlásky ج, která se ve spisovné arabštině čte dž, v egyptské g, v některých dalších dialektech pak třeba ž: např. „hora“ se spisovně řekne džabal, egyptsky gebel a marocky žbel.
Egyptská arabština je především hovorový jazyk, který nemá ustálenou psanou podobu. V oficiálním psaném projevu a v tisku se používá spisovná arabština. V beletrii se egyptský dialekt občas objevuje, zejména v dialozích. V takových případech se píše arabským písmem. Fonologické odlišnosti pak téměř nejsou vidět (zápis je stejný, čtení jiné). Ostatní odlišnosti (slovní zásoba, syntaxe) ale vidět jsou. V odborné lingvistické literatuře a obecně v publikacích, které se přímo egyptskou arabštinou zabývají, se pro její zápis často používá latinka obohacená diakritickými znaménky.

## Příklady

### Číslovky
| Egyptská arabština   | Česky |
| واحِد, wahed = ١      | jeden |
| اِتْنيْن, etnen = ٢     | dva   |
| تلاتة, talatah = ٣   | tři   |
| أرْبعة, arbaah = ٤    | čtyři |
| خمْسة, khamsah = ٥    | pět   |
| سِتّة, setah = ٦       | šest  |
| سبْعة, sabaah = ٧     | sedm  |
| تمانْيَة, tamaniah = ٨ | osm   |
| تِسْعة, tesaah = ٩     | devět |
| عشرة, asharah = ١٠   | deset |

## Užitečné fráze
| Egyptská arabština                                         | Česky                              |
| Ahlan!                                                     | Ahoj!                              |
| Sabah El-kher!                                             | Dobré ráno!                        |
| Masaa El-kher!                                             | Dobrý večer!                       |
| Tesbah Ala Kher!                                           | Dobrou noc! (do mužství)           |
| Tesbahy Ala Khayr!                                         | Dobrou noc! (do ženství)           |
| Tesbahou Ala Khayr!                                        | Dobrou noc! (do skupiny)           |
| Wenta Men Ahlo!                                            | Dobrou noc! (do ostatního mužství) |
| Wenty Men Ahlo!                                            | Dobrou noc! (do ostatního ženství) |
| Wentou Men Ahlo! / Wentom Men Ahlo!                        | Dobrou noc! (do ostatní skupiny)   |
| Ezzayak?                                                   | Jak se máš? (do mužství)           |
| Ezzayek?                                                   | Jak se máš? (do ženství)           |
| Ezzaokou?, Ezzayokom?                                      | Jak se máš? (do skupiny)           |
| Kwayes                                                     | Dobrý (do mužství)                 |
| Kwayesah                                                   | Dobrý (do ženství)                 |
| Kwayeseen                                                  | Dobrý (do skupiny)                 |
| El-Hamdullah                                               | Díky bohu                          |
| Shokran                                                    | Děkuji                             |
| Afwan                                                      | Nemáš zač                          |
| Asef (do mužství), Asfah (do ženství), Asfeen (do skupiny) | Promiň                             |
| Salam (mír), Maa Salamah (s mírem)                         | Sbohem                             |

## Vzorový text

### Všeobecná deklarace lidských práv
| egyptská arabština | الإعلان العالمي لحقوق الإنسان، المادة الأولانية البني أدمين كلهم مولودين حرين ومتساويين في الكرامة والحقوق. إتوهبلهم العقل والضمير، والمفروض يعاملوا بعض بروح الأخوية.                          |
| transkripce        | ’il-madda ’il-’awwalaniyya ’il-bani’admiin kulluhum mawluudiin ħurriin wi mitsawwyiin fil-karama wil-ħu’uu’. ’itwahab-luhum ’il-‘a’l wiḍ-ḍamiir wil-mafruuḍ yi‘amlu ba‘ḍ bi-ruuħ ’il-’uxuwiyya. |
| česky              | Všichni lidé se rodí svobodní a sobě rovní co do důstojnosti a práv. Jsou nadáni rozumem a svědomím a mají spolu jednat v duchu bratrství.                                                      |